# Hamadan
Hamadan este un oraș din Iran.